# All-Ireland Senior Hurling Championship 1900
L'All-Ireland Senior Football Championship 1900 fu l'edizione numero 14 del principale torneo di hurling irlandese. Tipperary batté Londra in finale, ottenendo il sesto titolo della sua storia.

## Formato
Parteciparono 12 squadre, tre per il Leinster, cinque per il Munster, 2 per il Connacht (dove per la prima volta si disputò il torneo provinciale) e una per l'Ulster, Antrim, che fu ammessa di diritto alla semifinale. Inoltre partecipò pure Londra, che fu ammessa di diritto alla finale generale, dove sarebbe stata sfidata dai campioni del campionato nazionale irlandese in senso stretto.

## Torneo
Connacht Senior Hurling Championship
| Finale | Galway | 4-2 – 1-2 | Sligo |  |

Leinster Senior Hurling Championship
| Semifinale | Offaly | 1-5 – 3-3 | Kilkenny | Abbeyleix |

| Finale | Kilkenny | 4-11 – 4-10 | Dublin |  |

Munster Senior Hurling Championship
| Limerick Quarto di finale | Limerick | 2-7 – 3-7 | Clare | Markets Field |

| Dungarvan Quarto di finale | Tipperary | 0-12 – 0-9 | Cork | Fraher Field |

| Semifinale | Tipperary | 6-11 – 1-6 | Clare | Limerick |

| Finale | Tipperary | 6-11 – 2-1 | Kerry | Limerick |

All-Ireland Senior Hurling Championship
| 29 giugno 1902 Semifinale | Tipperary | 1-11 – 1-8 | Kilkenny | Carrick-on-Suir |

| 20 luglio 1902 Finale | Galway | 3-44 – 0-1 | Antrim | Terenure |

| 21 settembre 1902 Finale irlandese | Tipperary | 6-13 – 1-5 | London | Terenure |

| Dublino 26 ottobre 1902 Finale | Tipperary              | 2-5 – 0-6 | London | Jones's Road (c.8,000 spett.)\| Arbitro: \| J. McCarthy (Kilkenny) \| |
| Arbitro:                       | J. McCarthy (Kilkenny) |           |        |                                                                       |

- Per la prima volta partecipò una squadra dell'Ulster, Antrim.
- Per la prima volta fu disputato il Connacht Senior Hurling Championship.
- Per l'ultima volta fino al 1928 una semifinale All-ireland avrebbe visto di fronte una squadra del Leinster e una del Munster.